# Villanueva del Pardillo
Villanueva del Pardillo est une ville espagnole de 17 310 habitants, située dans la communauté de Madrid et dans la région de Cuenca del Guadarrama.
Elle est limitrophe des localités de Majadahonda, Las Rozas de Madrid, Villanueva de la Cañada, Galapagar, Colmenarejo et Valdemorillo.

## Géographie

### Localisation
La municipalité de Villanueva del Pardillo est située dans la partie centrale de la communauté de Madrid, à l’ouest de la capitale de la communauté et de l’État. Il est également situé dans le bassin du cours moyen du fleuve Guadarrama, à une altitude de 650 mètres. La municipalité de Villanueva del Pardillo, se termine sur la rivière Guadarrama à l’est de la municipalité

### Nature
Parc régional du Guadarrama
Le parc régional du cours moyen du fleuve Guadarrama et de son environnement est un espace naturel de grande diversité environnementale qui s’étend de la base de la sierra madrilène à la campagne de la dépression du Tage, en suivant le cours des rivières Guadarrama et Aulencia.
L’utilisation publique des espaces naturels est l’un des piliers de leur gestion et englobe l’ensemble des activités liées aux loisirs, à la culture et à l’éducation qui s’y déroulent. De cette zone, l’objectif fondamental est de faire connaître les valeurs naturelles du Parc afin que les visiteurs l’apprécient et le respectent. À cette fin, il existe différentes propositions et un vaste réseau de sentiers et de chemins ruraux, traditionnellement utilisés à des fins agricoles et forestières, qui facilite en outre la connexion entre les différents noyaux urbains.
Il y a aussi des aires de loisirs, qui ont des panneaux d’information et d’interprétation, en plus de faciliter le stationnement des véhicules, pour permettre aux visiteurs de profiter et de connaître cet espace naturel unique. Des programmes d’éducation à l’environnement sont également mis en œuvre dans le but d’impliquer activement les habitants du parc dans leur conservation par les loisirs et les loisirs. De même, depuis cette même zone, sont menées des études sur le patrimoine historique, qui consistent principalement dans la réalisation d’inventaires d’éléments patrimoniaux existant dans le Parc

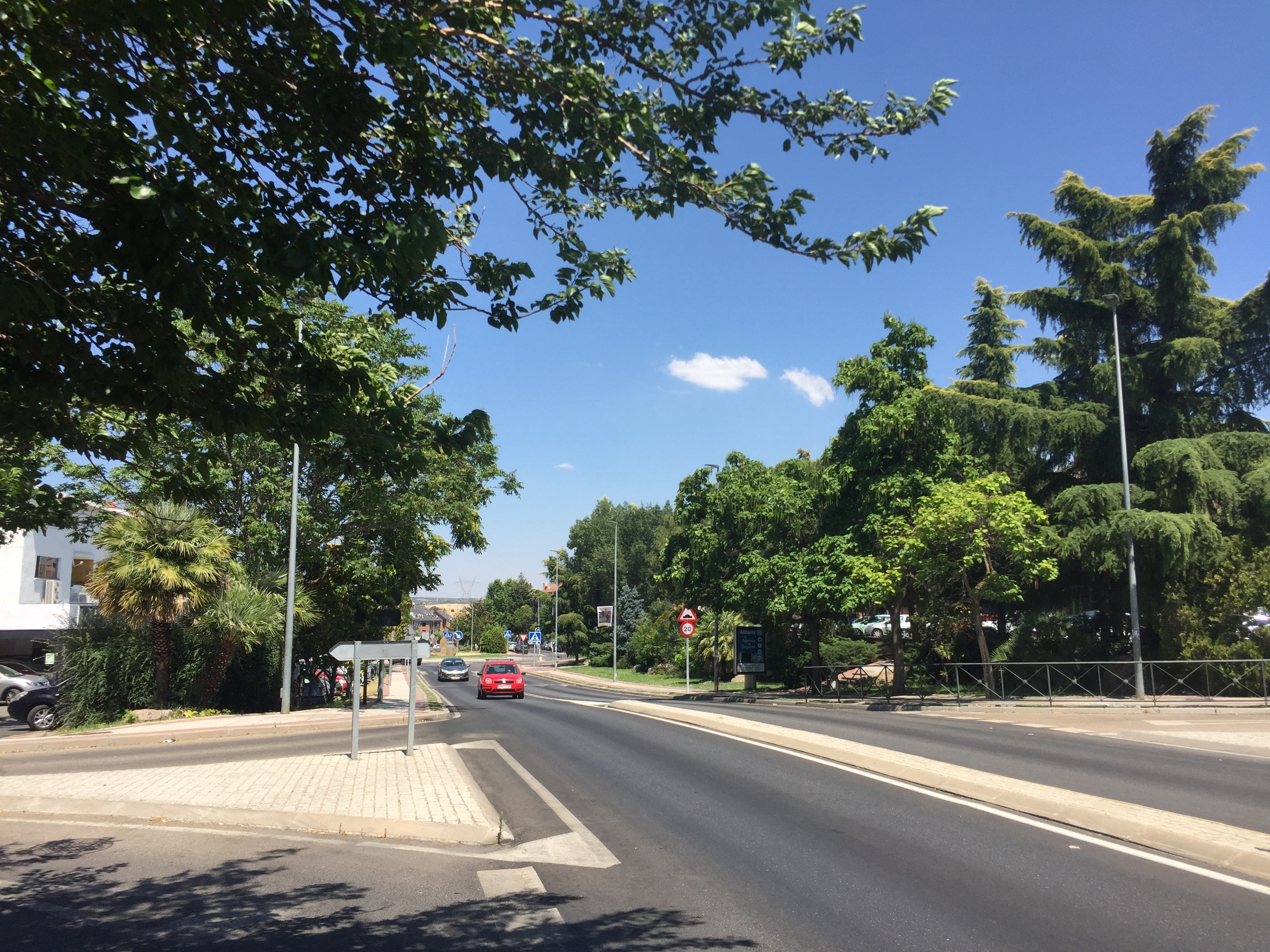
Avenue de Madrid

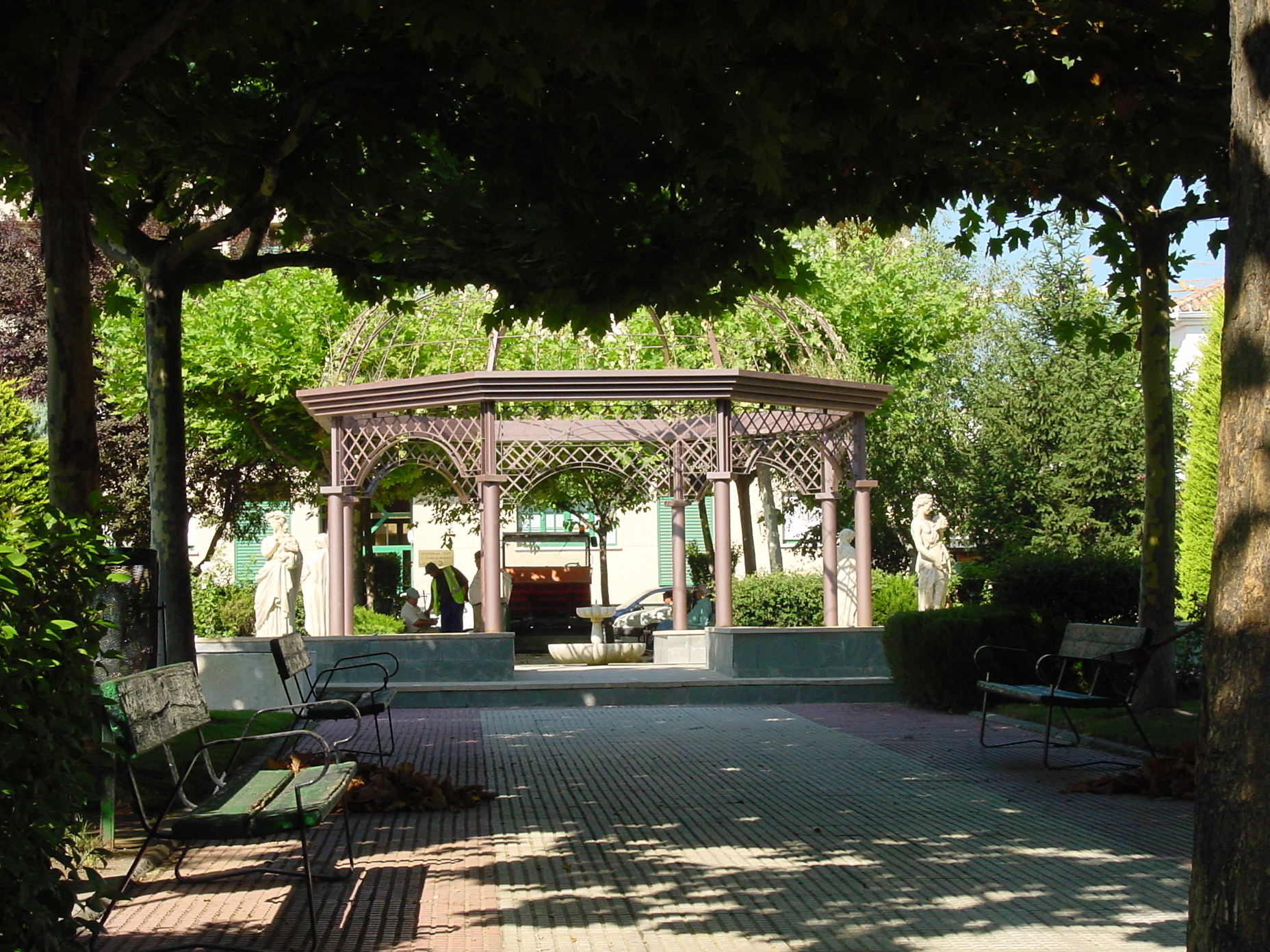
Parc Rosalía de Castro au centre du village

### Flore et la faune
Villa de longue tradition pastorale avec un cheptel bovin et ovin, la croissance urbaine l’a transformé presque exclusivement en zone résidentielle. La flore composée de chênes verts, frênes, saules, peupliers et ormes, broussailles, prairies et pins tels que : Pinus pinea, Pinus pinaster, cupressuss clabra et Cupressus sempervirens, accueille également une faune en accord avec ces espèces d’arbres et d’arbustes comme les cigognes, maréchaux, charbonniers, pinsons, chardonnerets, moineaux et hirondelles. Étant enclavé dans le Parc Régional du Cours Moyen du Rio Guadarrama avec son affluent l’Aulencia et situé entre la sierra de Guadarrama et celle de Gredos, il devient un lieu privilégié pour observer d’autres animaux ou pour faire des promenades, excursions ou toute autre activité de loisirs et de loisirs.

### Parcs et jardins
Villanueva del Pardillo se compose de 77425(m²) de prairies, 22168 (m²) d’arbustes, 16631 arbres, 5101 (m²) de fleurs de saison, 33 fontaines à boire, 16 fontaines ornementales, 5950 (m²) de pistes sportives et plus de ressources publiques. Villanueva del Pardillo a de nombreux parcs urbains, parmi les plus remarquables sont:
- Le parc Rubén Dario présente une flore variée.

- L’avenue de Madrid est décorée de façon similaire.

- Le Parc des Pins est le plus grand et a un traitement et une importance plus forestière comme lien entre la zone urbaine et la zone rurale.

## Quartiers
Il y a principales zones:

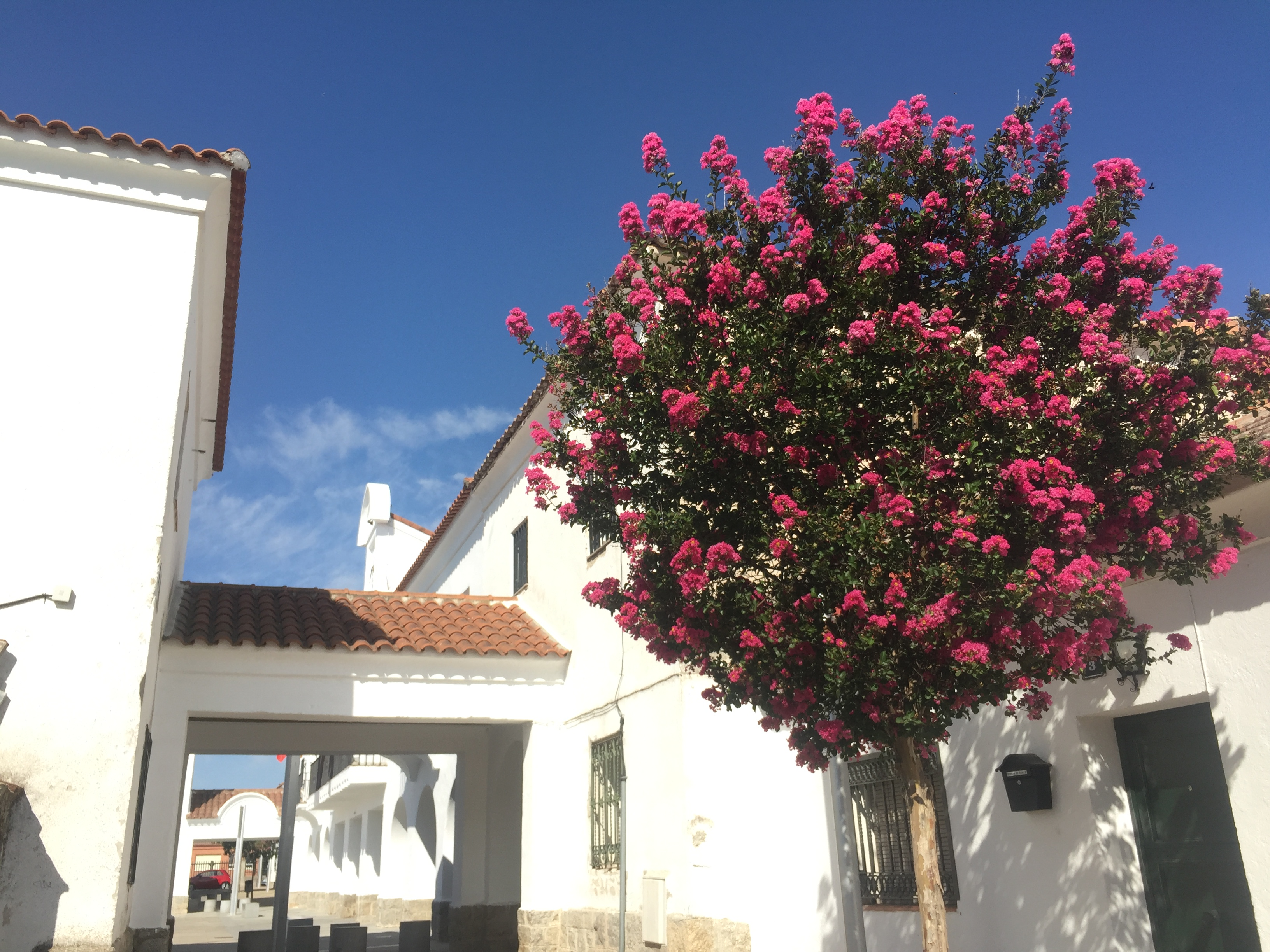
Passage Goya en 2019.

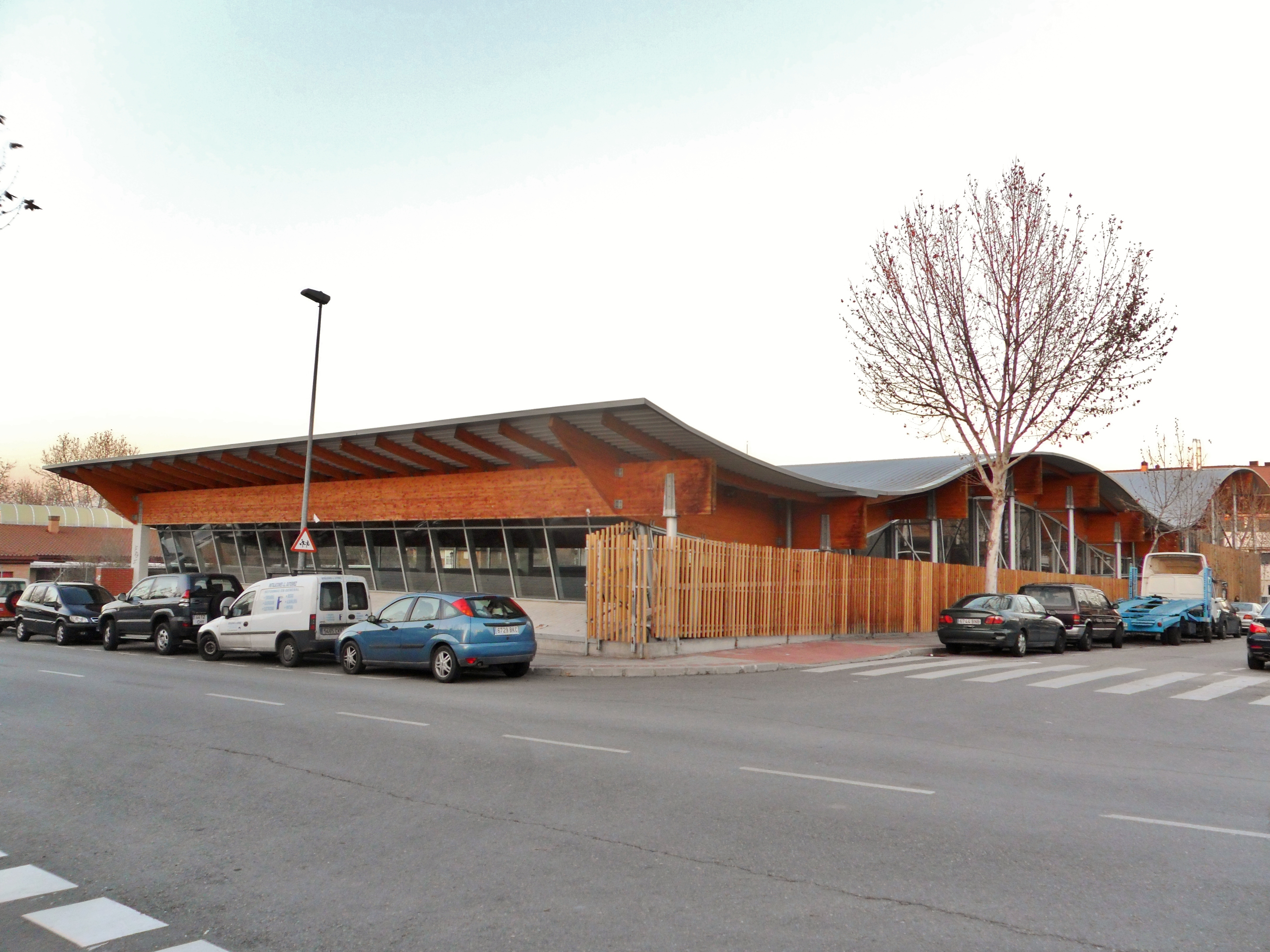
Piscine Jesús Rollán enjanvier 2013.

- Le secteur principal de la ville (le centre) où est situé l'hôtel de ville, le siège de la police municipal, un centre commercial, plusieurs terrains de sports, etc. Il y a aussi beaucoup de maisons traditionnelles, notamment des chalets.
- Urbanisation Santa Maria: Situé à 1,2 km à l'est du centre-ville, c'est une zone résidentielle qui possède un restaurant et une crèche.
- Urbanisation Las Vegas: Situé à 1,7 km à l'est du centre-ville, c'est aussi principalement une zone résidentielle. Jusqu'en 2006, considéré comme espace rural, ce quartier a été profondément métamorphoser ces dernières années.
- Los Pinos : situé à la périphérie, à moins d'1 km, où vous pouvez trouver le terrain de football municipal, la maison de retraite Medinaceli, l’Institut Sapere Aude et la piscine municipale Los Pinos.
- Parc d’affaires Aulencia, sur la route M-509 à Villanueva de la Cañada.

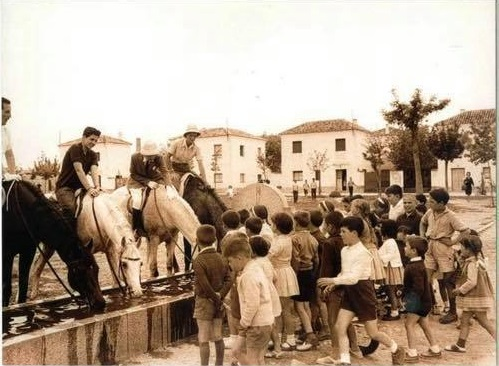
Mister Lodge à l'abreuvoir de Villanueva del Pardillo en octobre 1960.

## Histoire

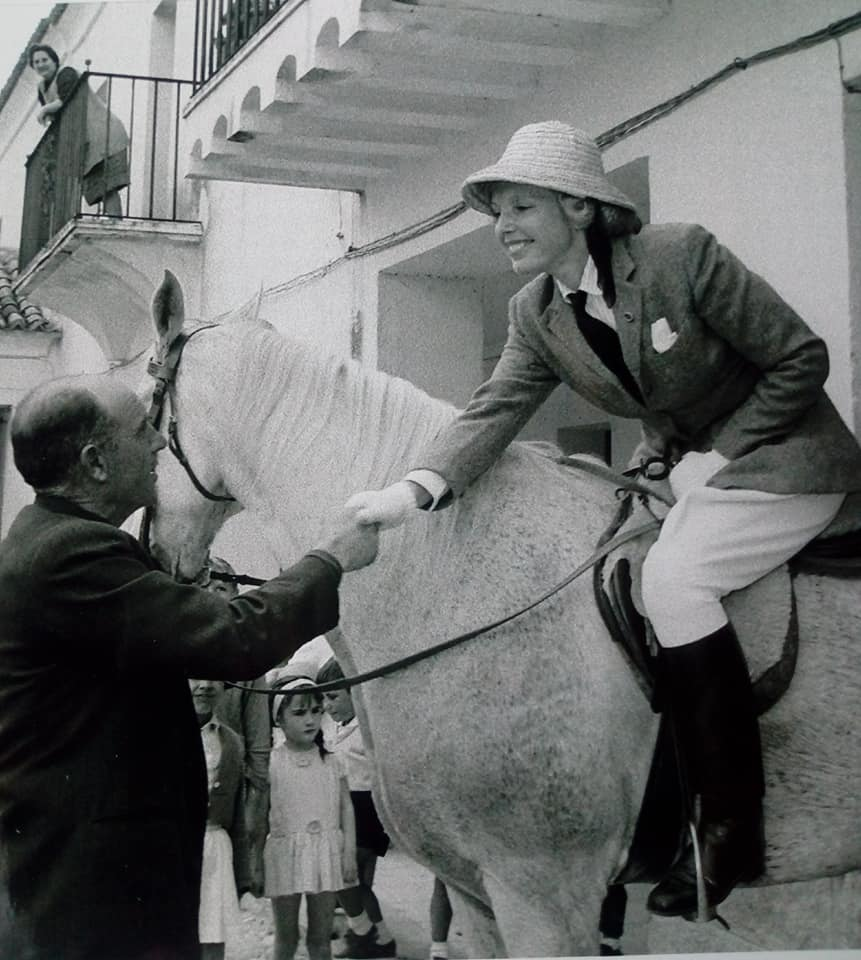
La femme de Mister Lodge saluant le maire Félix de la Cruz en août 1960.

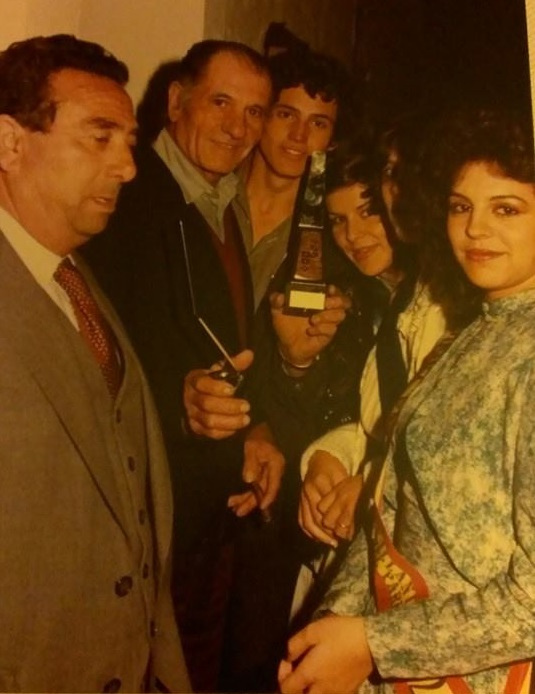
Le maire Enrique González sur le balcon de la mairie en octobre 1983.

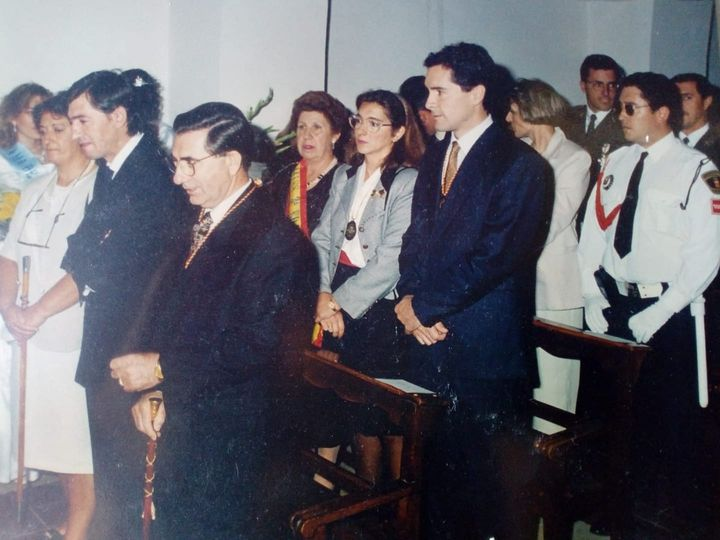
Procession de San Lucas présidée par le maire Juan González en octobre 1993.

Villanueva del Pardillo était à l’époque village de Galapagar, dans les territoires du comté du Real del Manzanares du Ducado del Infantado.
Il existe plusieurs hypothèses sur l’origine du nom de la municipalité. Selon des versions populaires, c’est à l’époque de la Reconquête qu’un pasteur nommé Pardo lui donna son nom, « Pardillo ».
Il existe d’autres origines possibles, comme c’est le cas dans l’histoire du figuier de Barbarie, l’apprenti étant son ancêtre, localité où provenait un grand nombre d’étudiants universitaires, ou encore comme dérivé de pardal (villageois), « Évitez les villageois parce qu’ils portent du brun ». Option plus prosaïque serait celle que l’on trouve la dérivation de la voix latine « Paries » (mur) d’où dérive « parietinas » (maison aux murs sans toit) ou « Pardina » (maison isolée en montagne) ; également commentée par le type d’oiseaux « pardillo » et même comme il s’agit du prolongement du brun, quoi qu’il en soit, il y a plus de charme dans l’inconnu de son origine réelle.
L’histoire de Villanueva del Pardillo remonte au Moyen Âge et à la détermination de Ferdinand le Catholique de diviser le territoire en petites villes ou territoires. Le 4 novembre 1702, il sollicite sa détermination comme Villa et, la reine-gouverneur, Marie de Néobourg au nom de Philippe V, délivre la lettre de miséricorde en faveur du lieu El Pardillo, lui accordant le titre de Villa. Cette catégorie a été obtenue en échange de 687.5 ducats de toison qui ont été répartis à raison de 25 ducats par voisin.

### XVIIIe siècle
Au XVIIIe siècle, il affrontait par ouest la rivière Aulencia qui divisait cette juridiction avec celle de Villanueva de la Cañada, au nord avec les communes de Colmenarejo et Galapagar, au sud avec la juridiction qui était nommée de Villafranca, propre de Gelu et Villamarina, et au levant avec la rivière Guadarrama qui divisait cette juridiction avec celle de la place de Majadahonda, du Parti de Madrid.
En ce qui concerne la structure urbaine, la ferme s’étendait de façon irrégulière des deux côtés de la voie principale de communication avec les villas voisines. Il y avait 67 maisons, 9 Pajares, 2 caves et 4 terrains appartenant à des voisins, aumôneries et curato de cette ville. Toutes les maisons étaient habitées, à l’exception d’une appartenant à ce curato qui était assez délabrée. Dans cette villa, il y avait une taverne, une épicerie et une mercerie. Il n’y avait pas de maison-hôpital, pas d’auberge, mais une maison, celle de Felipe Rodriguez, qui avait l’habitude de ramasser des marcheurs à volonté.

### De 1800 à la fin de la guerre civile
Il avait 80 maisons de taille moyenne. Les autres bâtiments qui composent le village étaient : la mairie, la prison, l’école de lettres commune aux deux sexes, dotée de 1460 réaux et une église paroissiale, dédiée à saint Luc, avec curato d’entrée et provision ordinaire, à laquelle est annexé le canton rond de Villafranca del Castillo, qui appartient en civil à la mairie de Villanueva de la Cañada. À la périphérie se trouve l’ermitage de San Antón (aujourd’hui La Ermita ou La Fuente del Manchego), le cimetière bien situé et deux fontaines de bonne eau.
La population ne connaît pas d’augmentation notable atteignant la fin du XIXe siècle quand une telle augmentation se produit. Les constructions, comme dans tous les villages du plateau castillan, sont d’usine de pisé et d’adobe, et parfois de tapial et de brique, sur socle de maçonnerie, en réservant la pierre de granit aux bâtiments les plus représentatifs. Les toits sont en treillis de bois et de tuiles arabes. Ces constructions étaient disposées selon un tracé qui se déroulait le long de la route.
Au cours du XXe siècle, aucun événement majeur n’a eu lieu qui affectera profondément la physionomie de la municipalité, jusqu’à la guerre civile espagnole, où celle-ci a été complètement détruite, et la totalité de la documentation historique avec toutes les maisons a disparu, à l’exception d’un grand bâtiment appelé « La Casona » ou « La Casa Grande » ancien centre culturel, où se trouve actuellement la bibliothèque municipale. À la fin de la guerre civile espagnole, cette municipalité fut décrétée village adopté par le dictateur Francisco Franco le 7 octobre 1939. Deux ans plus tard commencent les projets de reconstruction de Caserío par Régions Dévastées.

### Après la guerre civile aujourd’hui
Dès l’après-guerre, le Service national des régions dévastées et des réparations a été mis en place, et les plans de remise en état du village commencent à renaître des décombres. Dans les années 60, les Pardillans ont vécu un événement particulier : la visite de John Davis Lodge ou plus connu sous le nom de Mr.Lodge, ambassadeur des États-Unis. Il est connu sous le nom de John Davis Lodge. en Espagne, entre 1955 et 1961, qui a fait don d’un téléviseur et de nombreux cadeaux au peuple en 1960. En remerciement, les pardillanos lui ont donné une rue qui porte son nom.5 Aujourd’hui, on conserve encore ce type d’édifice d’après-guerre qui comprend la majeure partie de la vieille ville.
Le 19 juin 1997 est publié au Journal officiel de la communauté de Madrid le Escudo et le drapeau, qui ont été présentés avec l’hymne le 4 novembre de la même année à tous les voisins. Cette journée est célébrée comme un jour représentatif et historique.
Villanueva del Pardillo, de tradition agricole et d’élevage, a connu une croissance urbaine spectaculaire ces dernières années, se transformant en une ville résidentielle qui cherche à équilibrer les zones résidentielles et de service, les logements et les espaces verts. Nichée sur les pentes de la sierra de Guadarrama, Villanueva del Pardillo est aujourd’hui l’une des municipalités de la zone nord-est avec le plus grand développement économique et la croissance urbaine de la zone.

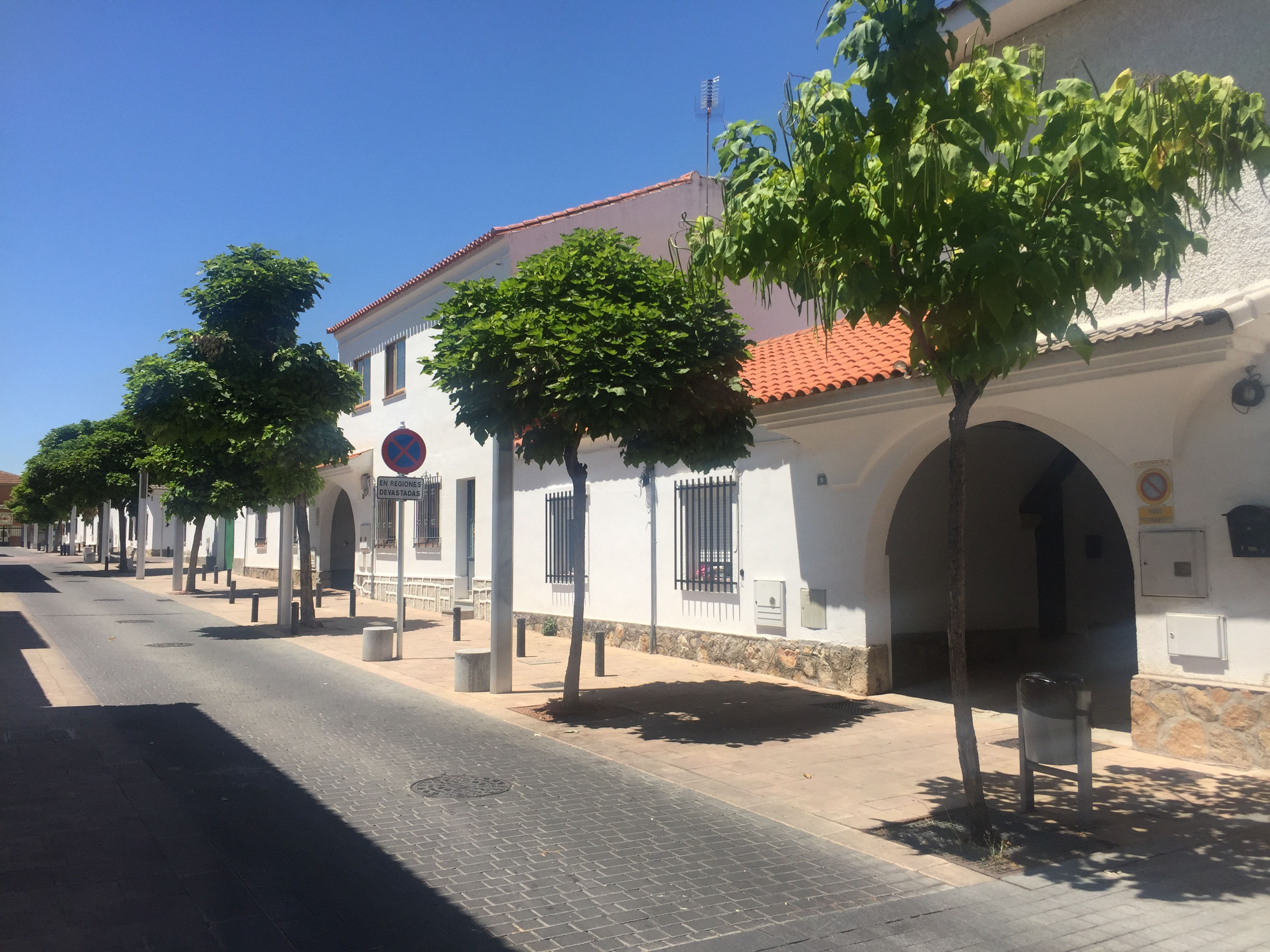
Rue Cervantes en juillet 2019.

## Patrimoine

### Logements du plan des régions dévastées

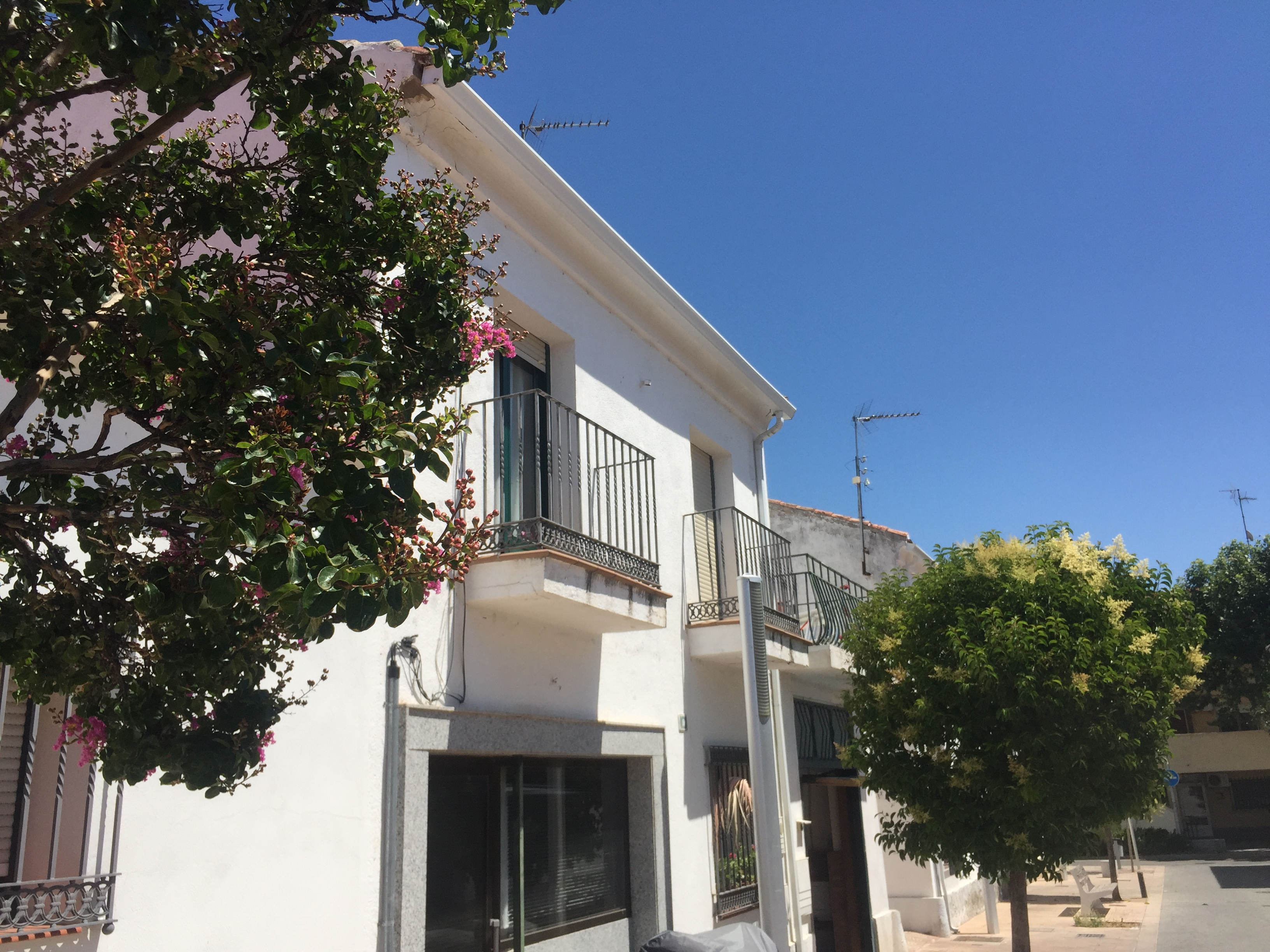
Rue San Lucas en juillet 2019.

Ensemble de pommes et de logements développés après la guerre civile dans des projets successifs qui ont répondu essentiellement à des programmes très austères inspirés par l’architecture populaire du caractère agricole, avec des logements d’un ou deux étages dans la rue. Dans l’ensemble, il présente de nombreuses interventions, bien que le casque de régions dévastées de Villanueva del Pardillo soit probablement le mieux conservé de la communauté de Madrid.

### Maison-musée du Maître
Il est actuellement en phase de création et vise à montrer la réalité d’un logement rural des années 40 de ceux qui ont été construits avec le plan des régions dévastées après la guerre civile.

### La Casona

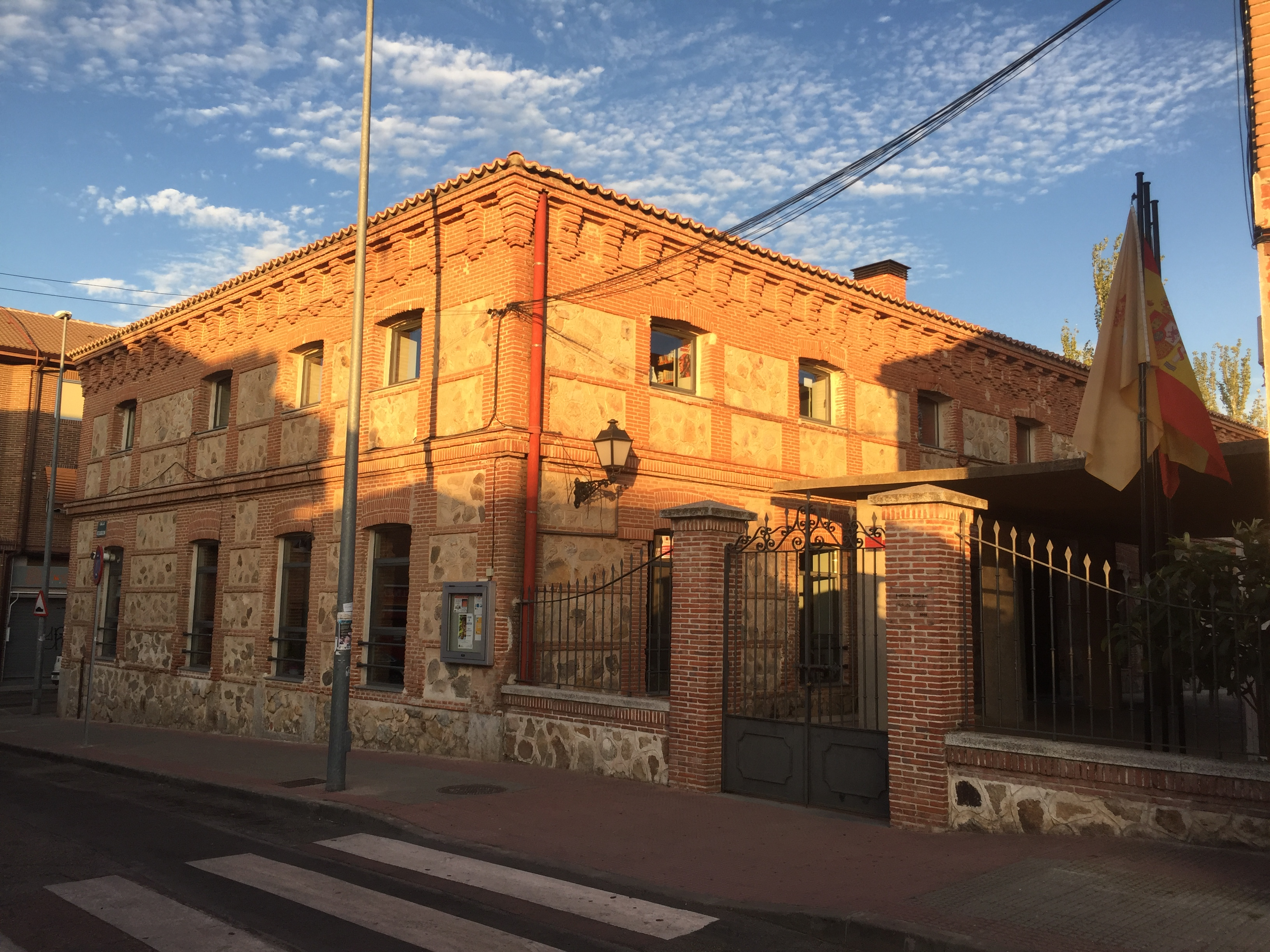
La Casona en juillet 2019.

Le projet initial date d’environ 1900 mais a été réhabilité de 1986 à 1989. À la fin de la guerre civile, il fut utilisé comme refuge pour tous les Pardillans qui avaient perdu leur maison.
Le rez-de-chaussée de la Casona a été utilisé comme cuisine pendant que les chambres étaient partagées entre plusieurs familles. Ce bâtiment répond à un style de synthèse d’éléments historicistes. Les façades développent leurs murs en tongadas et verdâtres d’inspiration néo-mudéjare avec des baies légèrement arquées avec des jambages et des linteaux en brique. L’ensemble est un exemple paradigmatique de l’architecture finimentaire.
Tout au long de son histoire bicentenaire, le bâtiment a subi d’importantes modifications d’usage, de distribution intérieure et de sa couverture, ayant été récemment réhabilité et se trouvant dans un excellent état de conservation. La « Casona » se trouve dans des éléments protégés établis avec un degré de protection structurelle et est également déclarée comme bien d’intérêt culturel.
Au fil des ans, ce bâtiment a fourni aux citoyens de la municipalité de Villanueva del Pardillo un service énorme, du cabinet médical au centre d’éducation des adultes, en passant par le centre culturel et la bibliothèque depuis 1991. Il est actuellement la bibliothèque municipale de la municipalité.

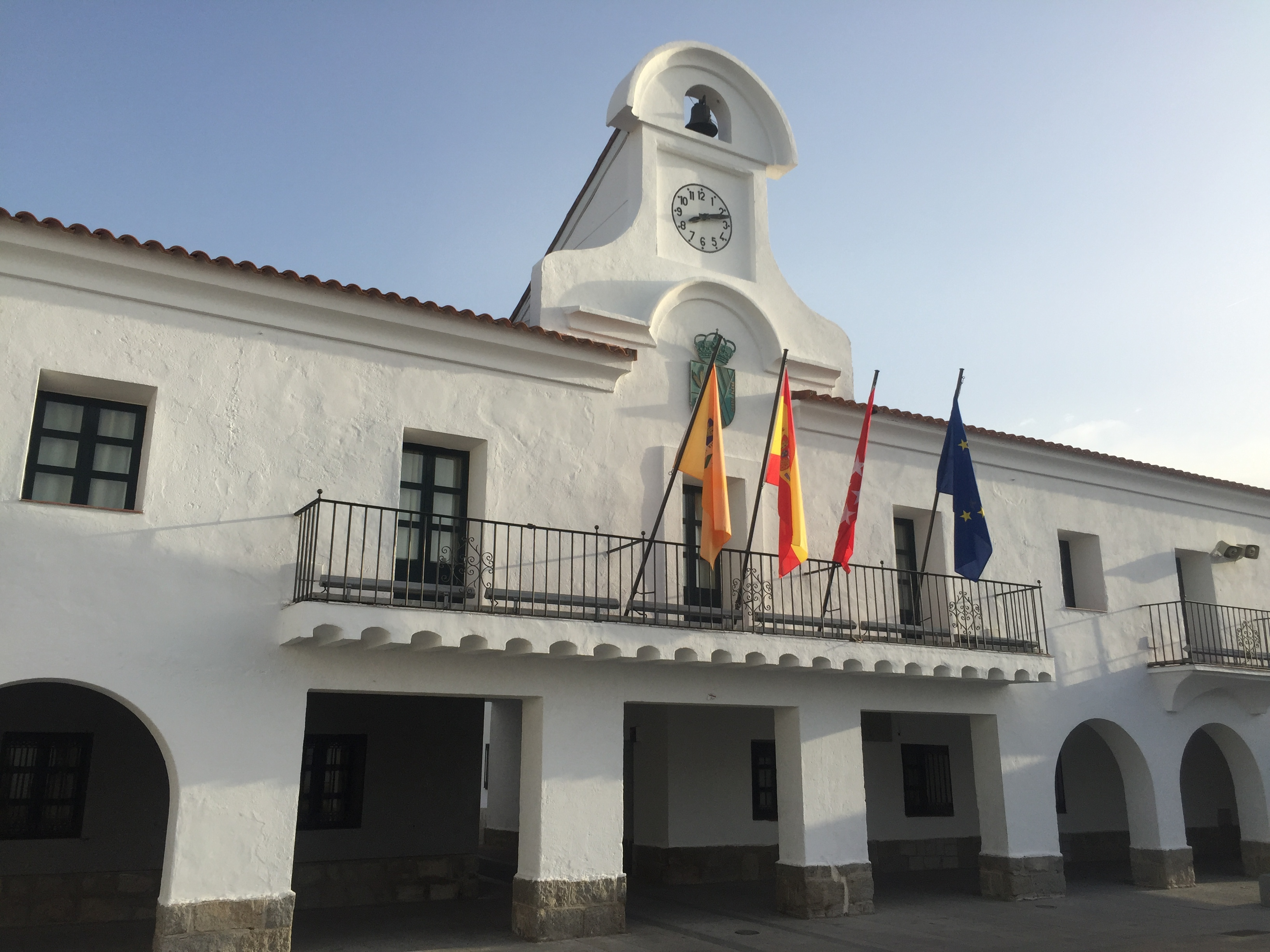
Mairie de Villanueva del Pardillo en juillet 2019.

### Plaza Mayor et la mairie
Il constitue le noyau principal des constructions développées par le plan des régions dévastées et répond à la typologie traditionnelle de la place castillane avec des arcades, une fontaine centrale et une orientation sud. Recoleta et de plan sensiblement carré a son accès principal à midi et deux accès latéraux sous l’arc. Elle est présidée par la Mairie, récemment agrandie à son arrière. Le projet initial date de 1944 et le projet définitif date de 1952. L’ensemble est un échantillon attrayant caractéristique des régions dévastées et d’une importance citoyenne importante, constituant en outre l’espace public urbain de la plus haute qualité de Villanueva del Pardillo.

### Église San Lucas

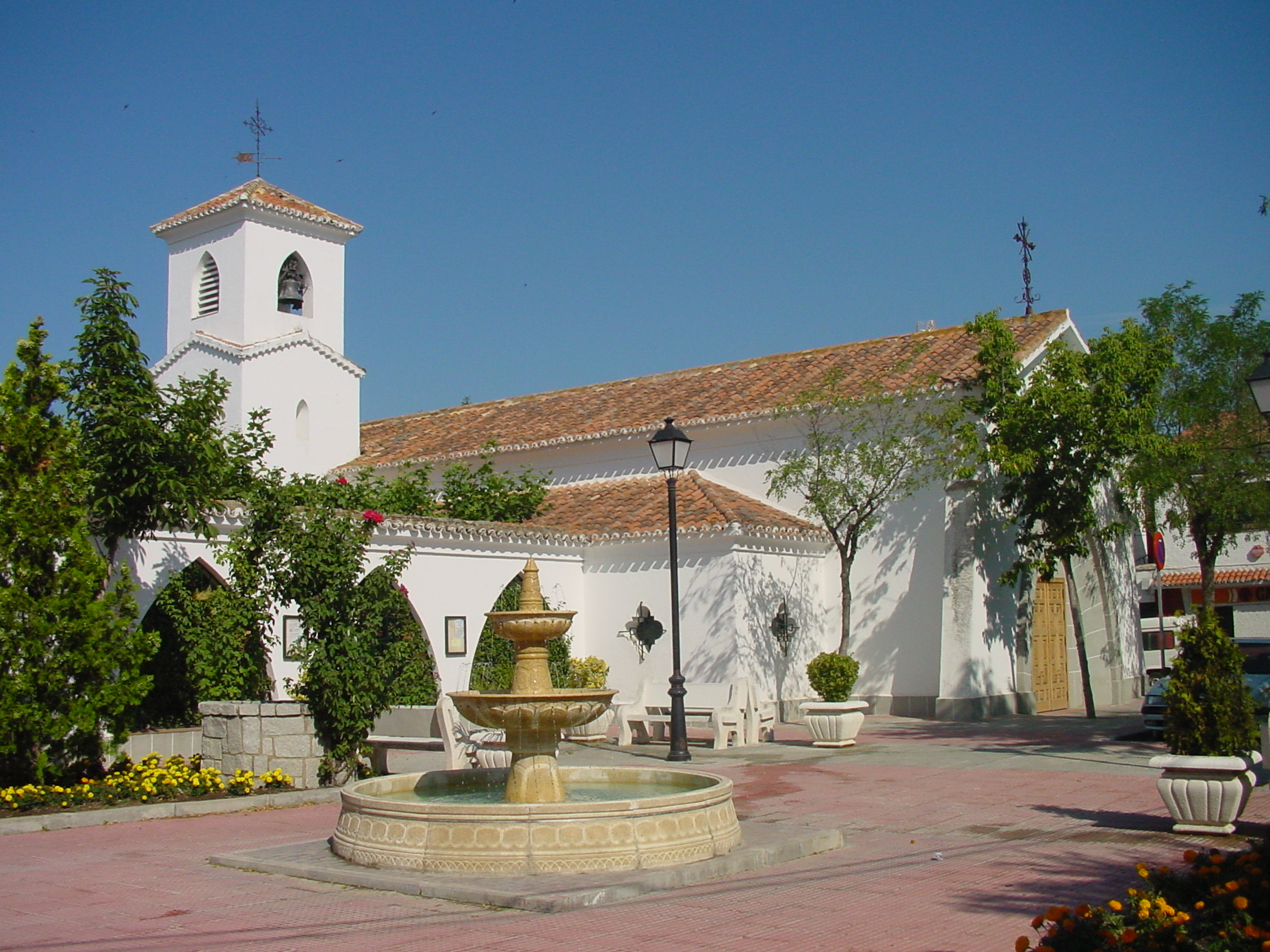
Église San Lucas et fontaine en juillet 2002.

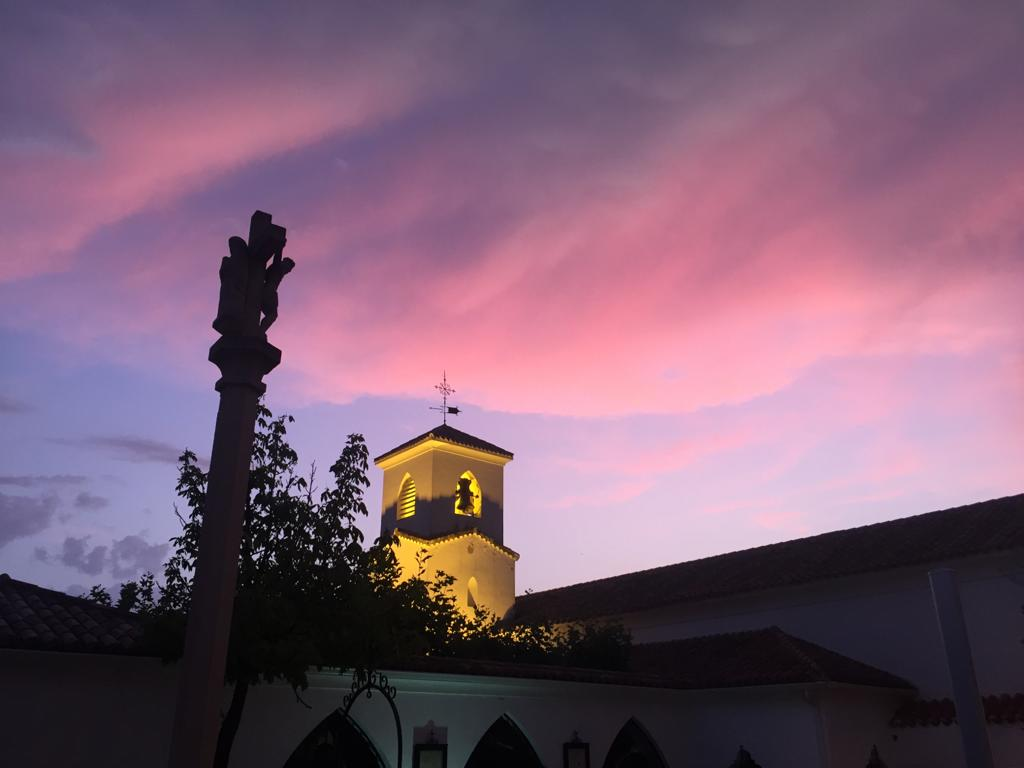
Église San Lucas en août 2019.

Elle est en parfait état de conservation puisqu’elle a été récemment réhabilité en raison de son importance citoyenne en tant que monument représentatif du peuple et bien d’intérêt culturel. Dans le cadre de la reconstruction des régions dévastées, cette église, construite en 1943, développe un programme de construction en argent en forme de « U », y compris le centre paroissial, le centre rectoral et la catéchèse autour d’un cloître d’arcs en ogive semi-ouvert à une place publique générée selon un axe perpendiculaire à la mairie. Cette petite place comprend un puits original.
L’église est d’une nef couverte à deux pans de tuiles arabes sur des murs de briques avec des contreforts et des socles de maçonnerie, complétée par un clocher de plan carré dans l’aile de l’Évangile. L’ensemble représente un excellent exemple de l’architecture religieuse des régions dévastées et est en bon état de conservation.

### Réservoir d'eau

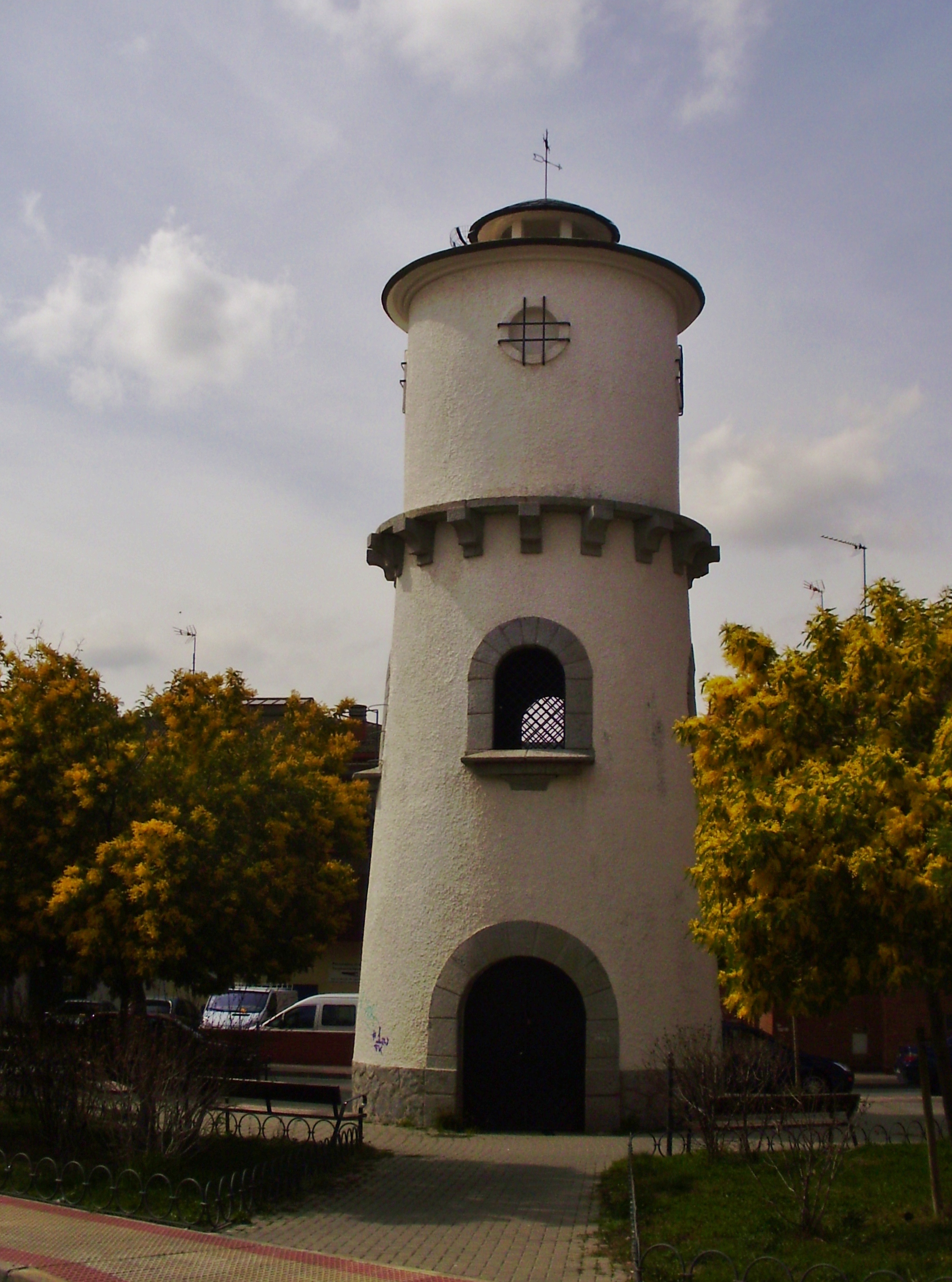
Ancien réservoir d'eau en mars 2013.

Il s’agit d’un réservoir d’eau parfaitement conservé qui correspond aux derniers projets développés par le plan des régions dévastées pour compléter le système commun d’approvisionnement en eau qui a été appelé « Aguas del Aulencia » et constitue un bon exemple de l’architecture des Travaux publics de cette période.

### Site archéologique romain Los Palacios
Le site archéologique de l’époque romaine « Los Palacios » a été identifié dans la Charte archéologique de la communauté de Madrid, élaborée dans les années qui ont suivi la publication de la loi sur le patrimoine historique 16/1985. Les récents projets d’infrastructures (canal d’Isabel II) ont permis l’excavation partielle du gisement en 2013. Avec cette présentation, nous faisons connaître la valeur et l’importance de ces vestiges archéologiques excavés.
À la fin du Ier siècle av. J.-C. dans les environs du ruisseau de Los Palacios fut construite une villa romaine qui dura jusqu’à la fin du IVe siècle av. J.-C. La villa romaine est une construction développée en milieu rural comme un modèle d’exploitation agricole, dans lequel en plus d’être la résidence de son propriétaire avait une série de bâtiments destinés à la transformation des différents produits récoltés dans l’environnement.
Cette partie productive de la ville est appelée parsfructuaria et appartient aux bâtiments documentés lors des fouilles archéologiques. À l’intérieur de celle-ci, on a pu identifier un bâtiment abritant l’installation complète d’un pressoir (torcularium) avec tous ses espaces définis : une salle de pise et stockage du raisin (calcatorium), une salle de pressage, une piscine d’accumulation du moût (Lacus)et le contrepoids qui faisait fonctionner cette ingéniosité.
Le torcularium de Villanueva del Pardillo est, jusqu’à présent, le premier et seul bâtiment documenté complet de ces caractéristiques dans la communauté de Madrid.
L’archéologie en plus de récupérer des restes anciens doit interpréter les relations entre eux et l’environnement dans lequel ils ont été produits. Les restes meubles nous indiquent les habitudes alimentaires, hygiéniques ou le niveau technique de production, entre autres. Alors que les restes immobiliers nous indiquent d’autres aspects tels que la transformation du paysage, la politique, l’économie, l’urbanisme ou l’art.

## Symboles municipaux

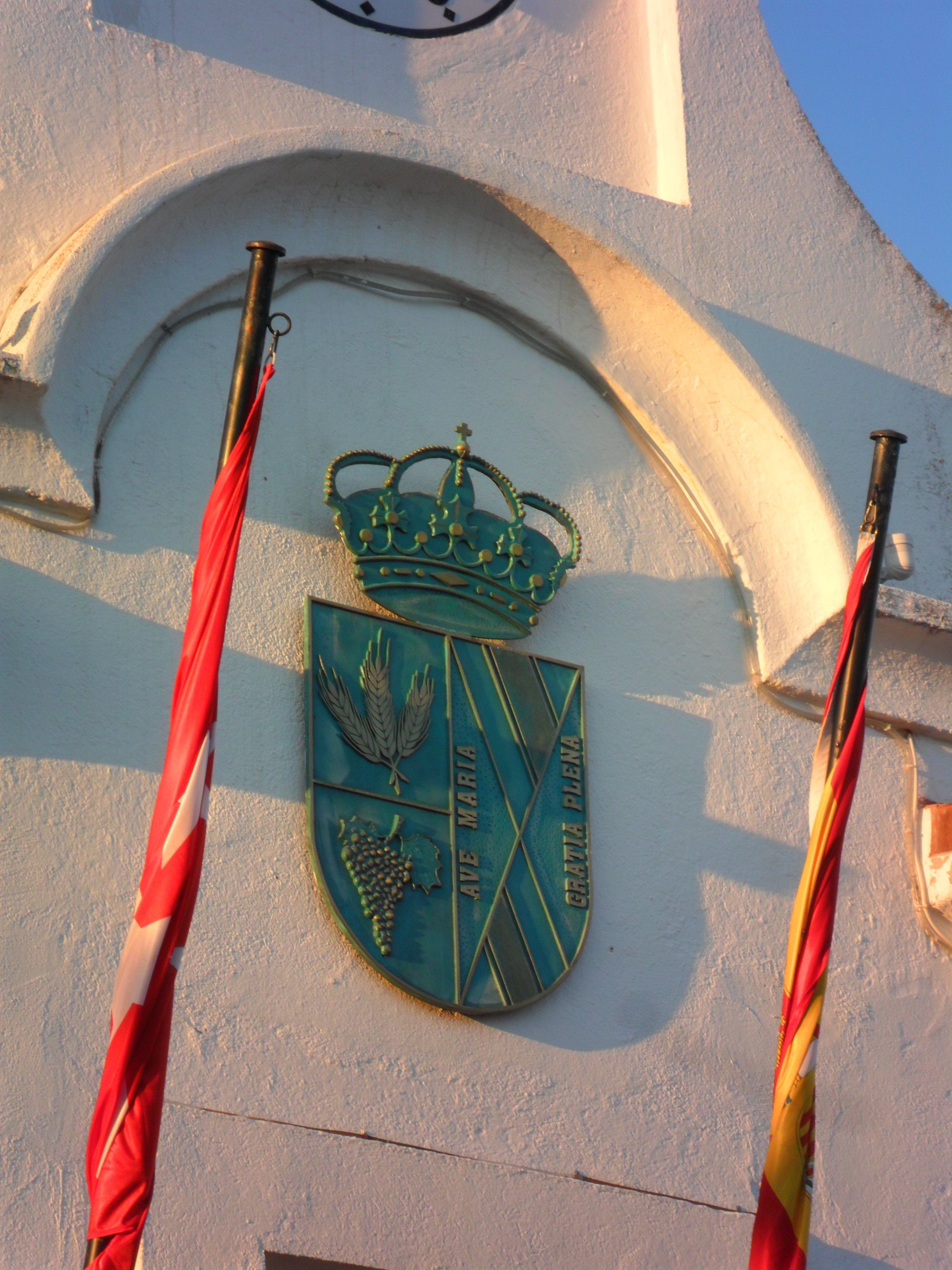
Détail du blason de la commune sur la façade de la mairie en janvier 2013.

Le 7 novembre 1997, dans le Bulletin officiel de l'État, l’accord d’apposition officielle des armoiries et du drapeau de la municipalité a été publié. Les descriptions sont les suivantes :
Blason municipal
« Fendue. 1 Coupe : Un azur, trois épis de blé doré en faucille. B d’argent, une grappe de raisins au naturel; 2 en sotuer a et c de sinople une bande de gules en filets d’or, b et d d’or avec la légende Ave Maria Gratia Plena. Timbre de la couronne royale espagnole ».
Drapeau
« De la proportion 2:3. Le tissu jaune de l’égal. Situé au centre le Manteau Municipal. »

## Administration et politique

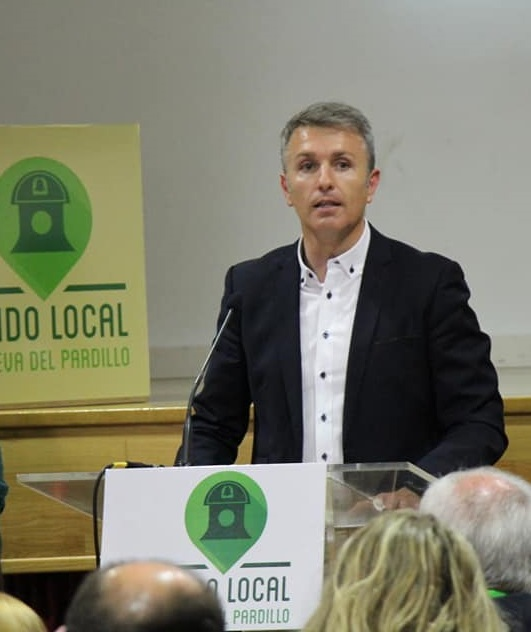
Eduardo Fernández, maire de Villanueva del Pardillo en juin 2019.

La mairie de Villanueva del Pardillo est représentée par 17 conseillers élus au suffrage universel tous les quatre ans. Le conseil municipal est présidé par le maire et fonctionne en sessions plénières et par des commissions.
La répartition actuelle des conseillers, après les élections municipales de mai 2023, est la suivante:
| Mairie de Villanueva del Pardillo 2023-2027 |                      |             |
| Partis politiques                           | Partis politiques    | Conseillers |
|                                             | Partido Local (PLVP) | 7           |
|                                             | PP                   | 6           |
|                                             | Vox                  | 2           |
|                                             | PSOE                 | 2           |

### Maires de Villanueva del Pardillo depuis la transition espagnole

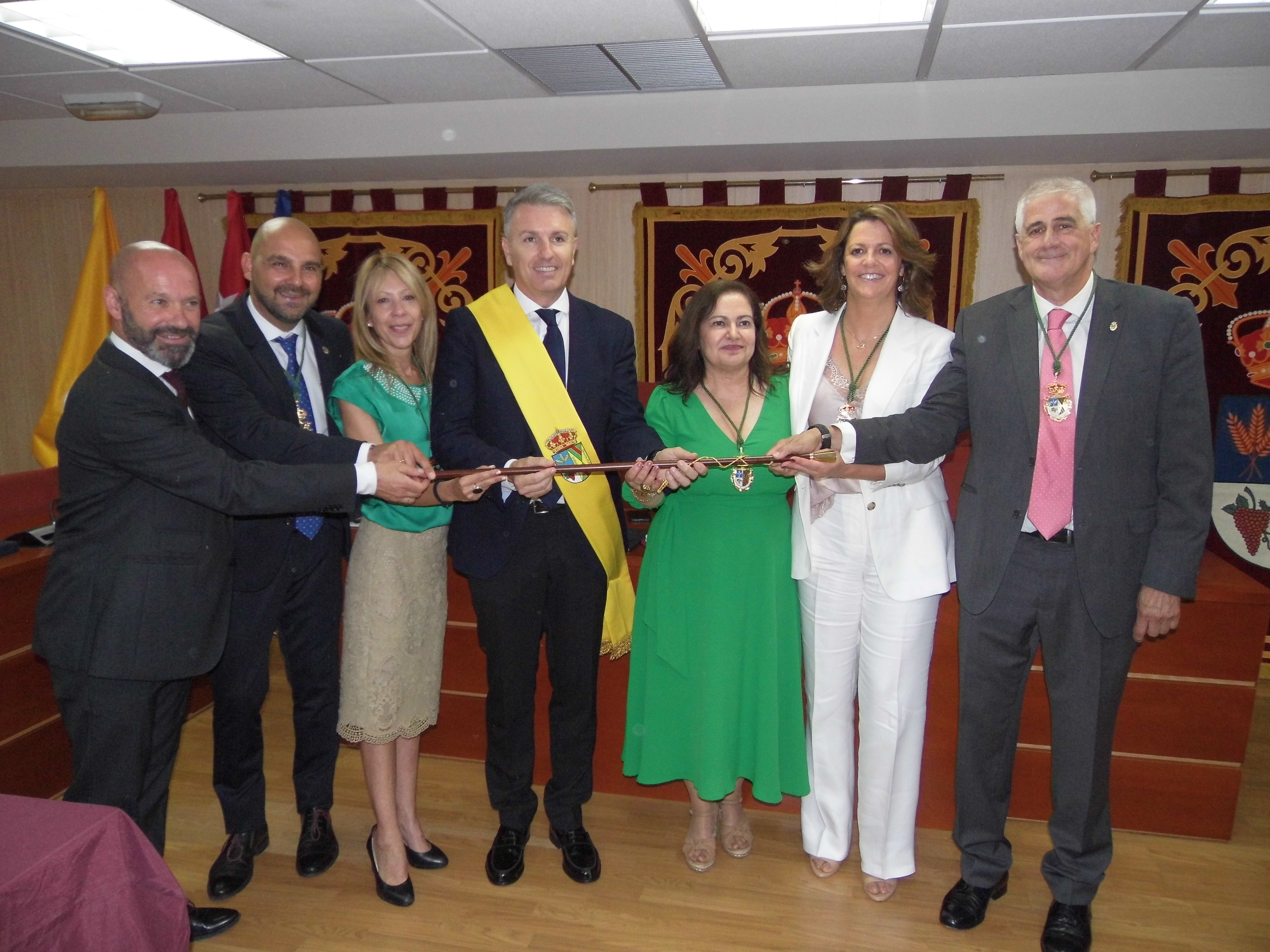
Conseil municipal de Villanueva del Pardillo en juin 2023.

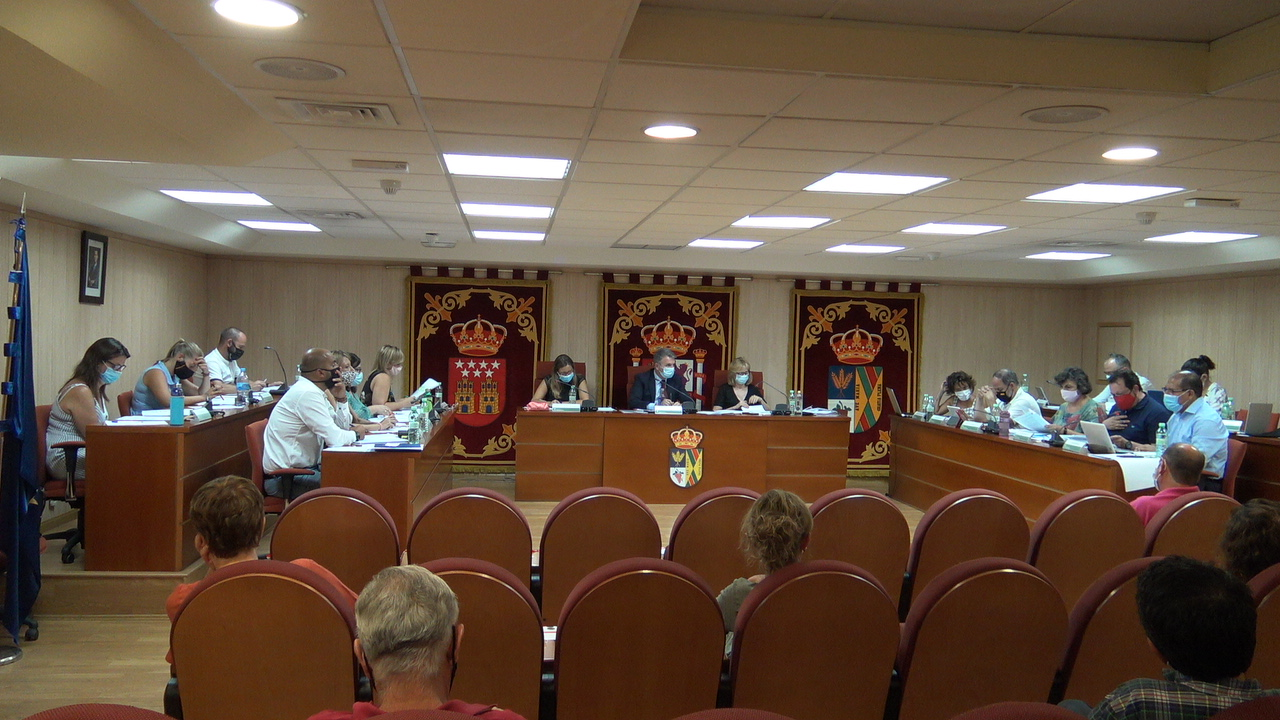
Salle des séances plénières de Villanueva del Pardillo en juillet 2020.

Depuis 2019, le maire de Villanueva del Pardillo est Eduardo Fernández Navarro de Partido Local et règne actuellement en minorité avec 7 conseillers.
Liste des maires de la démocratie à Villanueva del Pardillo:
|                           |                 |               |       |                      |  |  |  |
| Maire                     | Début du mandat | Fin du mandat | Parti | Parti                |  |  |  |
| Enrique González Palacios | 1979            | 1983          |       | Indépendant          |  |  |  |
| Enrique González Palacios | 1983            | 1987          |       | Indépendant          |  |  |  |
| Enrique González Palacios | 1987            | 1991          |       | PSOE                 |  |  |  |
| Juan González Miramón     | 1991            | 1995          |       | PP                   |  |  |  |
| Juan González Miramón     | 1995            | 1999          |       | PP                   |  |  |  |
| Juan González Miramón     | 1999            | 2003          |       | PP                   |  |  |  |
| Juan González Miramón     | 2003            | 2007          |       | PP                   |  |  |  |
| Juan González Miramón     | 2007            | 2011          |       | PP                   |  |  |  |
| Juan González Miramón     | 2011            | 2015          |       | PP                   |  |  |  |
| Luis Alberto Sosa Gayé    | 2015            | 2019          |       | Ciudadanos           |  |  |  |
| Eduardo Fernández Navarro | 2019            | 2023          |       | Partido Local (PLVP) |  |  |  |
| Eduardo Fernández Navarro | 2023            | -             |       | Partido Local (PLVP) |  |  |  |

## Éducation
À Villanueva del Pardillo, il y a une école maternelle publique (E.I. Virgen del Soto) et un total de 7 centres d’éducation préscolaire privés ; 3 collèges publics d’éducation préscolaire et primaire (San Lucas, Rayuela et Carpe Diem) et deux privés concertés (collège Vallmont et Antavilla School) ; il y a aussi un Institut d’enseignement secondaire bilingue public (Sapere Aude).
Il existe une association, le Pardillo Verde, dont l’objectif principal est l’éducation environnementale, ses ressources peuvent être utilisées par tous les centres de Villanueva del Pardillo et son environnement.

## Transports et des communications

### Routes
La commune de Villanueva del Pardillo est traversée par les routes suivantes :
- La route régionale M-509 traverse la commune traversant le centre de la ville. Dans la direction est relie avec la route de contournement M-50 et les municipalités de Majadahonda et Las Rozas de Madrid, facilite également l’accès aux zones urbaines. Dans la direction ouest se connecte avec la route M-503 et donne accès à Los Pinos et Aulencia Parc d'affaires[4].

- La route régionale M-503 s’étend sur 3 kilomètres dans la municipalité de la ville. Dans la direction ouest relie avec la route M-600 et les municipalités de Villanueva de la Cañada et Valdemorillo. Dans la direction sud-est, il relie avec la zone sud de Majadahonda[5].

- M-851: La route régionale M-851 traverse la municipalité de Majadahonda, relie Las Rozas à Villanueva del Pardillo. Commence au kilomètre 3 de la route M-505 et se termine dans la route M-509.

### Bus interurbains

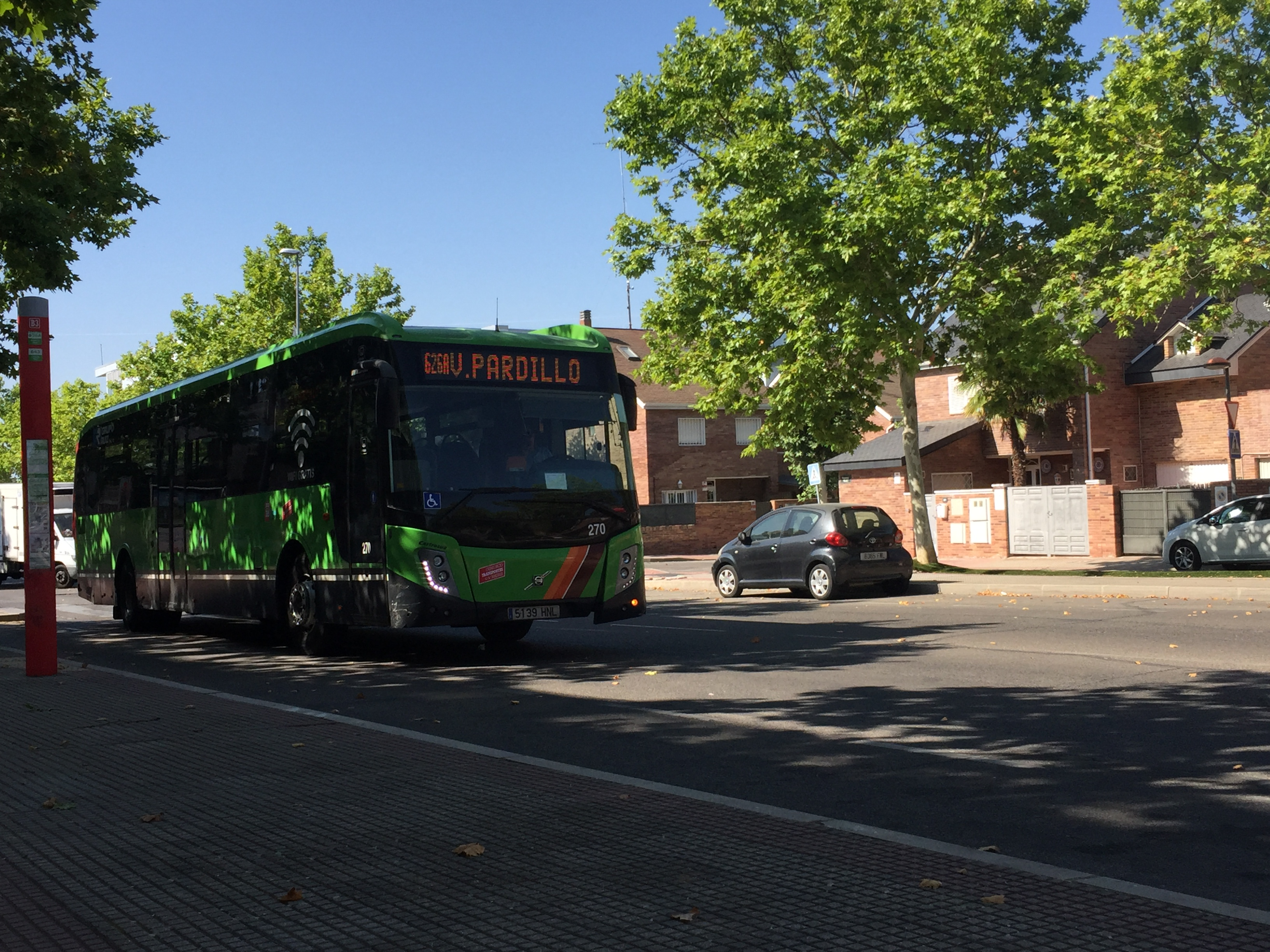
Ligne 626a passant par Camino Real en juillet 2019.

Villanueva del Pardillo a un service de bus avec huit lignes interurbaines, reliant avec Majadahonda, Las Rozas de Madrid, Villanueva de la Cañada, Valdemorillo, Brunete et Colmenar del Arroyo. Des lignes interurbaines, cinq se connectent avec Madrid, établir sa tête dans l’échangeur de Moncloa.
| Mode de transport | Ligne                                                      | Route                  | Opérateur |
| ----------------- | ---------------------------------------------------------- | ---------------------- | --------- |
| Bus interurbains  |                                                            |                        |           |
| 626               | Las Rozas - Majadahonda - Villanueva de la Cañada          | Auto Periferia S.A.    |           |
| 626A              | Majadahonda (Gare Ferroviaire) - Villanueva del Pardillo   | Auto Periferia S.A.    |           |
| 627               | Madrid (Moncloa) - Villanueva de la Cañada - Brunete       | Auto Periferia S.A.    |           |
| 641               | Madrid (Moncloa) - Valdemorillo                            | Julián de Castro, S.A. |           |
| 642               | Madrid (Moncloa) - Colmenar del Arroyo                     | Julián de Castro, S.A. |           |
| 643               | Madrid (Moncloa) - Villanueva del Pardillo                 | Julián de Castro, S.A. |           |
| FS1               | Las Rozas (CC Herón City/Las Rozas Village) - Valdemorillo | Julián de Castro, S.A. |           |
| N908              | Madrid (Moncloa) - Villanueva del Pardillo - Valdemorillo  | Julián de Castro, S.A. |           |

Sur la ligne 627, vous ne pouvez pas faire la route Madrid-Villanueva del Pardillo et vice versa.

### Aérodrome

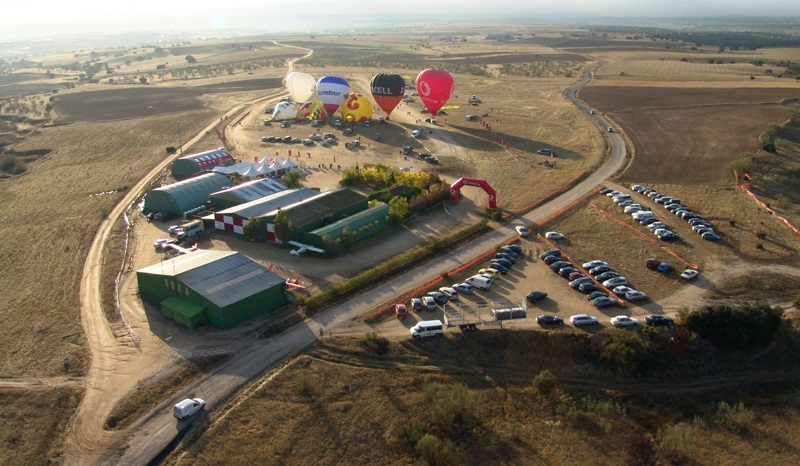
Aérodrome de Villanueva del Pardillo en septembre 2003.

Deux frères fondent le premier Aeroclub d’Espagne, en 1978, à l’aérodrome de Villanueva del Pardillo. Aujourd’hui, c’est une école de pilotage qui offre des cours et des vols en montgolfière, ULM, la vente d’avions et sert également d’atelier de maintenance et de réparation.
Aérodrome de Villanueva del Pardillo, avec une piste : RWY : 14 / 32 Zahorra compacte. 400 25m
École U.L.M. Villanueva del Pardillo
Coordonnées : 40 y compris 30 10 N 3 y compris 59 58 O
Altitude : 678 m / 2237 ft
Fréquence : 130.125hz

## Festivités

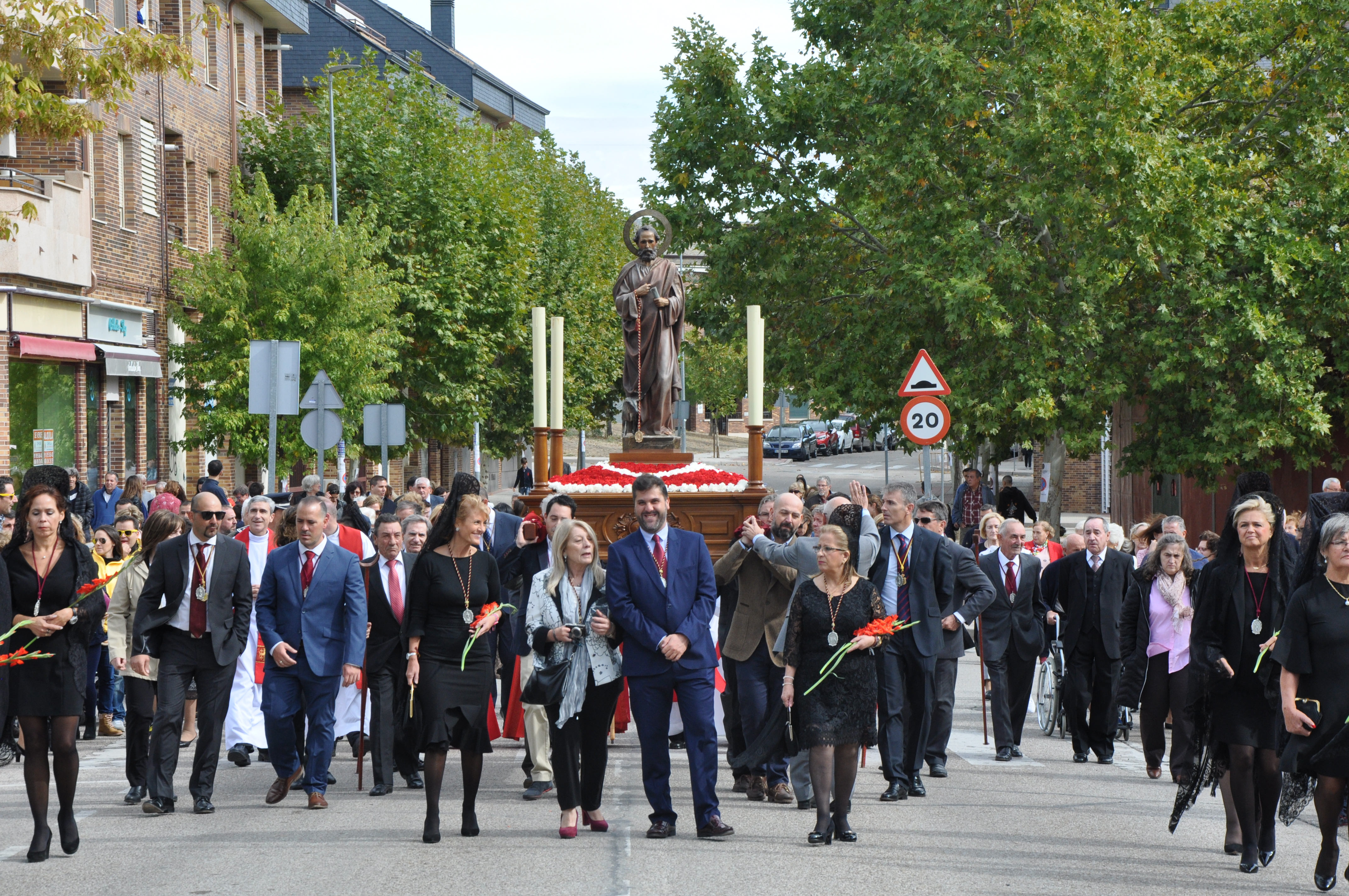
Procession en l’honneur de San Lucas en octobre 2018.

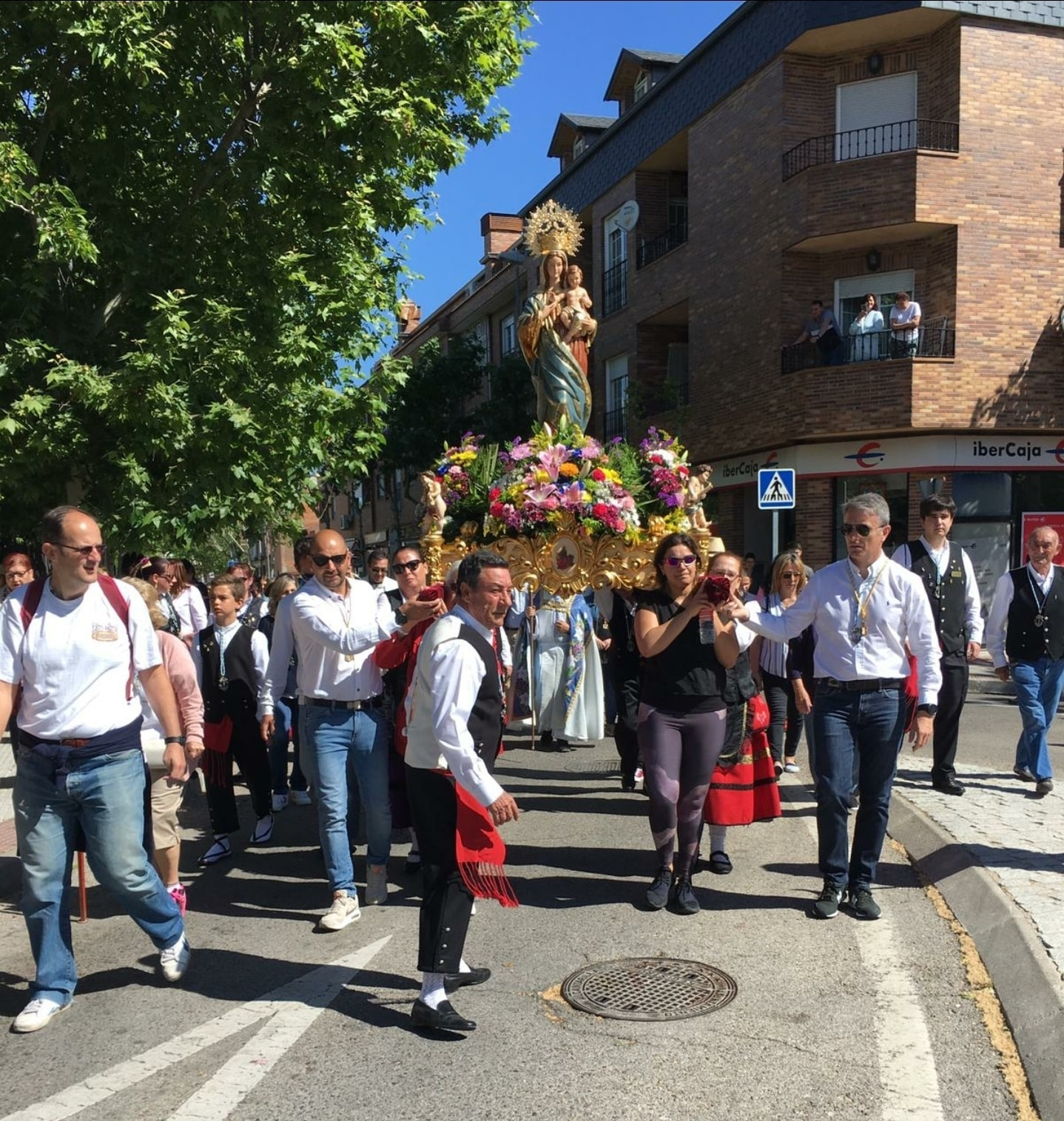
Procession en l’honneur de la Virgen del Soto en mai 2019.

### Fêtes patronales de San Lucas
Les célébrations en l’honneur du patron de la municipalité qui ont lieu à la mi-octobre (San Lucas, 18 octobre) commencent par le discours traditionnel et la dégustation de la caldereta populaire pour faire place à des feux d’artifice, des performances musicales, Activités pour enfants et jeunes, danses populaires, fêtes taurines...

### Pèlerinage de La Virgen del Soto
Le troisième dimanche de mai est célébré le jour de la Virgen del Soto, patronne de Villanueva del Pardillo. La tradition impose la procession avec la Vierge jusqu’au site connu comme Fuente del Manchego, où se trouve l’Ermitage de la municipalité. Les actes religieux s’accompagnent de danses populaires, de spectacles musicaux, de jeux traditionnels...
En 1995, les habitants de Villanueva del Pardillo ont choisi la future patronne du village. Et ils l’ont fait de la manière la plus démocratique possible : en introduisant dans une urne un coupon portant le nom de la vierge élue. C’est ainsi que la Vierge du Soto sortit.
L’initiative a été prise par un groupe de femmes de la localité qui a proposé au maire l’idée de construire un nouvel ermitage pour institutionnaliser une fête autre que celle du patron, San Lucas Evangelista, qui est célébrée le 18 octobre. L’ermitage, qui a été inauguré en mars de la même année, a été construit sur un terrain de la mairie et sans frais pour la municipalité.
Résultats Référendum Élection Patronne de Villanueva del Pardillo 1995
Le vainqueur est la Virgen del Soto, qui obtient 98 des 166 suffrages exprimés. La Virgen del Valle a obtenu 45 voix, Notre-Dame de Fatima a obtenu 11 voix, la Virgen del Rocío a été satisfaite de six bulletins, Notre-Dame de la Victoire a été voté par quatre personnes, et Santa Claudia n’a obtenu que le seul vote d’un voisin. La candidature de Santa Joaquina n’a convaincu personne.

## Autres célébrations
- San Antón (17 janvier) Dégustation de saucisses de carnage et de la traditionnelle bénédiction des animaux.
- San Sebastián (Janvier 20) Activités, tel que de la danse populaire, ou l'original "Danse de la touche".
- Carnaval (Février) Parades, spectacles pour enfants, concours de disfraces. Traditionnels enterrement de la sardine.
- Journée des lettres (avril).
- Middle Market (avril) Loisirs de l'époque médiévale, avec des musiciens, acrobates, artisans, comediens ... autour de la Plaza Mayor.
- San Isidro (15 mai) Danses et collations en plus des actes religieux, scène avec une exposition fermiere de la Plaza Mayor.
- Les nuits d'été (Juillet et août) Danse, théâtre, marionnettes, magie et films en plein air sur la Plaza Mayor.
- Les porcs à mort (Novembre) Ancienne tradition de la ville, transmise de père en fils, pour les plus jeunes connu sous le nom de l'élaboration artisanale de divers produits à base de porc.
- Noël (Décembre-Janvier) Concert de Noël, des Rois, en la fête de la veille de Noël et Nouvel-An.

## Gastronomie
À Villanueva del Pardillo, tout comme les municipalités voisines, offrent une gastronomie typique et variée, l’influence de la Sierra de Guadarrama, est basée sur toutes sortes de viandes et de desserts typiques.
La municipalité accueille chaque année la Ruta del Tapeo organisée par la Mairie pour promouvoir les établissements hôteliers et leurs créations. En outre, les Journées Gastronomiques ont été organisées à cinq reprises, où la promotion et la puissance des plats typiques de la région.

## Traditions
Villanueva del Pardillo est également connue pour les danses castillanes héritées des danses segoviennes, principalement "jotas" et "rondones", qui au fil du temps ont reçu d’autres influences, incorporant également les "seguidillas". Le troisième dimanche de mai, on célèbre le traditionnel pèlerinage de la "Virgen del Soto", au cours duquel on parcourt les rues, avec des danses de tambourins et de dulzainas.

## Services aux citoyens

### Gestion des tribunaux
Villanueva del Pardillo appartient au district judiciaire numéro 7 de Madrid, basé à San Lorenzo de El Escorial, lorsqu’il existe plusieurs tribunaux de première instance et d’enquête. Dans la ville il y a un tribunal de magistrat situé dans la rue Rio Manzanares 2, où un magistrat développe les compétences de cette entité juridique.

### Sécurité

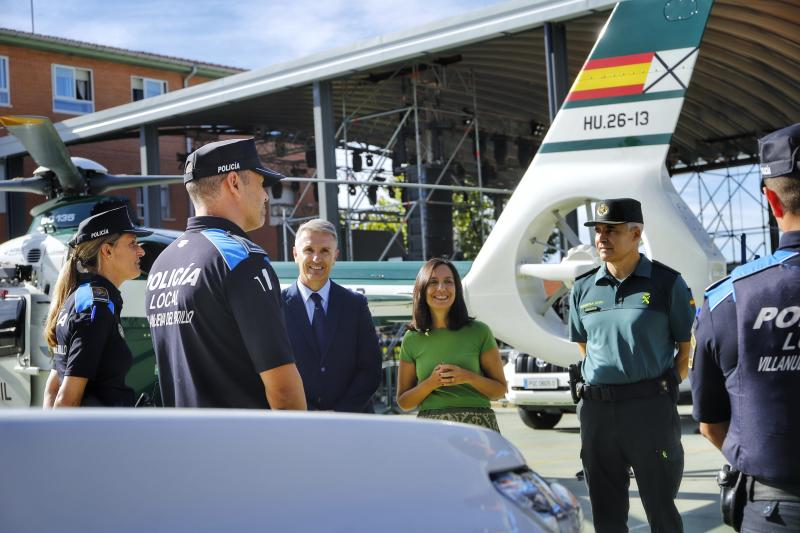
Le délégué du gouvernement de Madrid avec le maire de Villanueva del Pardillo en octobre 2022.

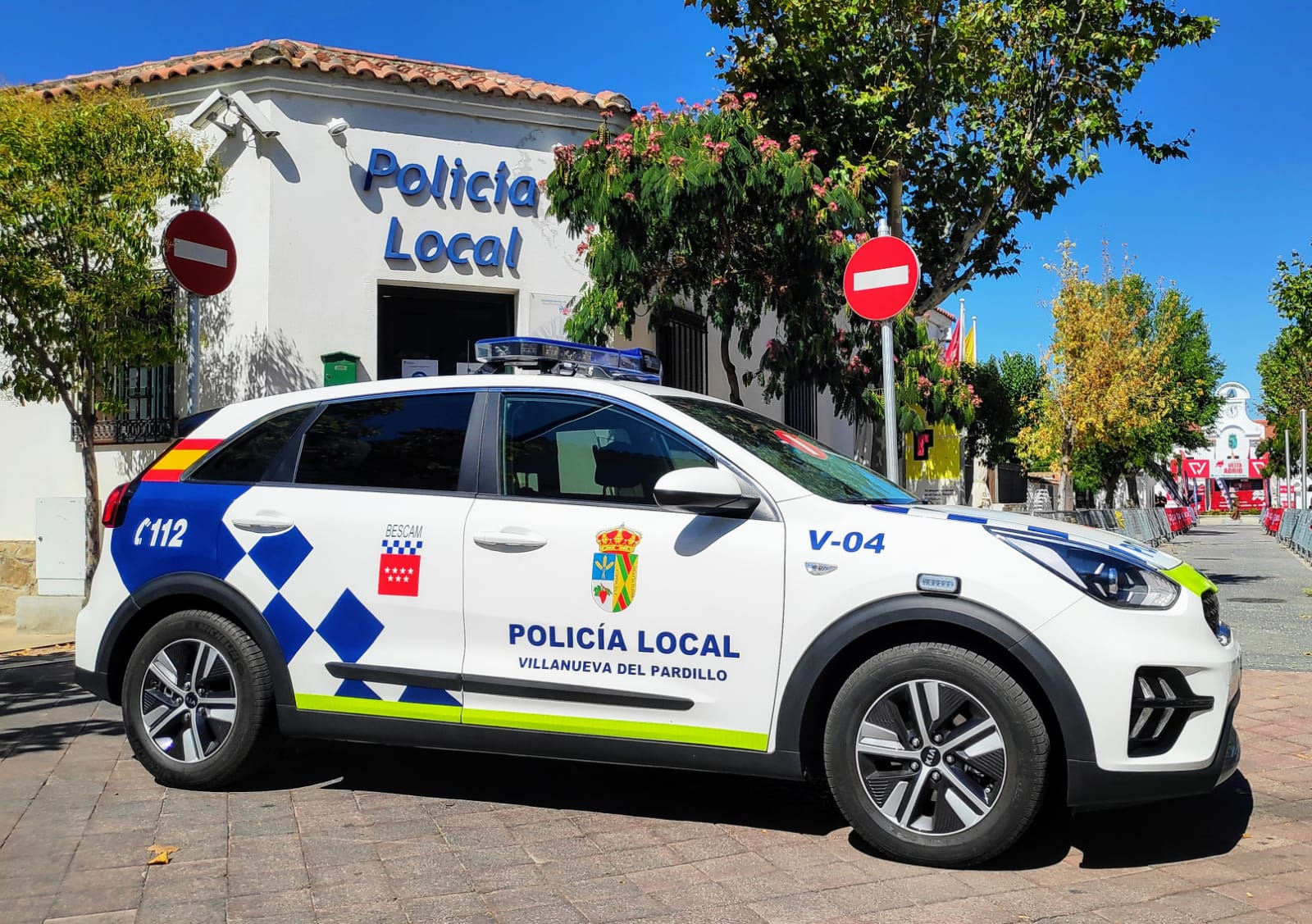
Police locale de Villanueva del Pardillo en septembre 2020.

Le Département de la Sécurité Citoyenne est une zone proche du citoyen, de l’assistance, préventive et réactive, responsable de la sécurité, de la surveillance, de la circulation, de l’assistance aux accidents et de la médiation en cas de conflit, entre autres tâches.
Ce département est composé de la police locale et de la protection civile, au sein de laquelle sont des unités telles que la violence sexiste, tuteurs, police administrative, la circulation et l’éducation routière, l’environnement, chiens guides et communication.
Depuis avril 2022, le poste de Guardia Civil est opérationnel dans les unités de police locale pour les plaintes ou d’autres procédures. De 8:00 à 14:00 du lundi au vendredi, les deux inclus.

### Santé
Villanueva del Pardillo dispose d’un réseau d’assistance publique qui gère la communauté de Madrid, réalisé dans un bureau médical local qui reste ouvert de 8 à 21 heures, situé dans la rue Rio Tajuña. Être le centre principal de Villanueva de la Cañada Centre de santé (Eras de Móstoles Rue).
En tant qu’hôpital de référence, l’Hôpital Universitaire Puerta de Hierro Majadahonda est utilisé, intégré au Service de Santé de Madrid, étant les référents des Soins Spécialisés de la Zone 6 de la Santé de la communauté de Madrid. Il est à environ 12 km de la ville.
Municipalité cardioprotégée
Depuis 2021, Villanueva del Pardillo est certifiée Municipalité Cardioprotected, après l’installation de 21 défibrillateurs en différents points stratégiques, avec un total de 33 unités opérationnelles. Ils sont situés à différents endroits sur les routes publiques, ainsi que dans les installations, les bâtiments municipaux, les centres éducatifs, ainsi que dans les véhicules de la police locale et de la protection civile.

### Services sociaux
La prestation de services sociaux à Villanueva del Pardillo est effectuée depuis 1991 par la communauté de services sociaux La Encina, qui fournit des services conjoints à Villanueva de la Cañada, Villanueva del Pardillo, Brunete et Quijorna. A cet effet, la communauté assure un service public aux citoyens à travers une équipe de professionnels, experts en intervention sociale, visant à contribuer au bien-être social par la prévention, l’élimination ou le traitement des causes qui empêchent ou entravent le plein développement des individus ou des groupes dans lesquels ils sont intégrés.
Le siège est situé à Villanueva de la Cañada, dans le Centre civique El Molino, fournissant des soins sociaux dans ce siège pour ceux enregistrés à Villanueva de la Cañada, et dans les différentes unités autorisées à cet effet dans le reste des municipalités. A Villanueva del Pardillo le siège est situé dans le Centre senior de la municipalité.
Depuis 2019, le conseiller délégué des services sociaux de Villanueva del Pardillo occupe la vice-présidence de la communauté et Villanueva de la Cañada la présidence de la communauté.

### Culture
Villanueva del Pardillo offre un large éventail d’activités à travers les écoles municipales de musique, de danse, d’artisanat et de théâtre, ainsi que des ateliers, conférences, expositions, concerts et spectacles pour tous les âges, qui ont lieu tout au long de l’année.

### Sport
Équipements sportifs
- Centre sportif Maire Carlos Hipólito (Los Pinos).
- Centre sportif Infanta Cristina.
- Terrain de Football Juan Manuel Angelina.
- Piscine couverte Jesús Rollán.
- Piste d’athlétisme.
- Piscines extérieures (3 verres)
- 5 courts de tennis
- 4 pistes de padel
- 2 terrains de beach-volley
- 5 terrains de sport (polyvalents)
- BMX track.

## Jumelage
- Luisant (France)
- Chions (Italie)